# Diaphorus intermixtus
Diaphorus intermixtus är en tvåvingeart som beskrevs av Becker 1922. Diaphorus intermixtus ingår i släktet Diaphorus och familjen styltflugor. Inga underarter finns listade i Catalogue of Life.